# باد اورب
باد اورب (بالألمانية: Bad Orb) هي بلدة، place with town rights and privileges وبلدة ألمانية تقع في ألمانيا في Main-Kinzig-Kreis. يقدر عدد سكانها بـ 10,010 نسمة .

## أعلام
- هرمان شرودر
- جريجور كراوس
- يوهان آدم ريغر